# Yadav
Pour les articles homonymes, voir Yadav (homonymie).

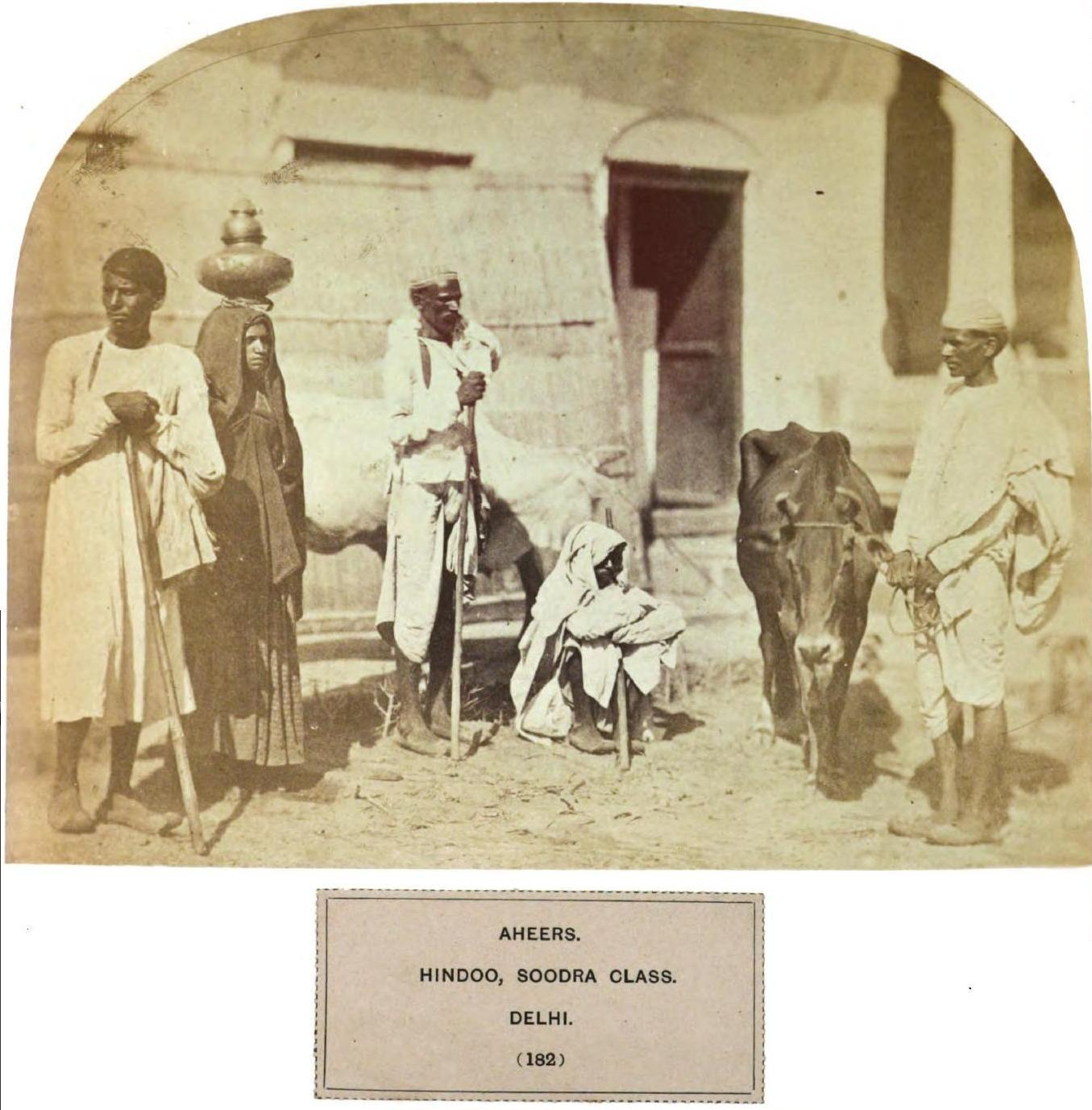
Les Ahirs (photo prise en 1868 aux environs de Delhi) forment l'une des communautés les plus importantes au sein de la caste des Yādava.

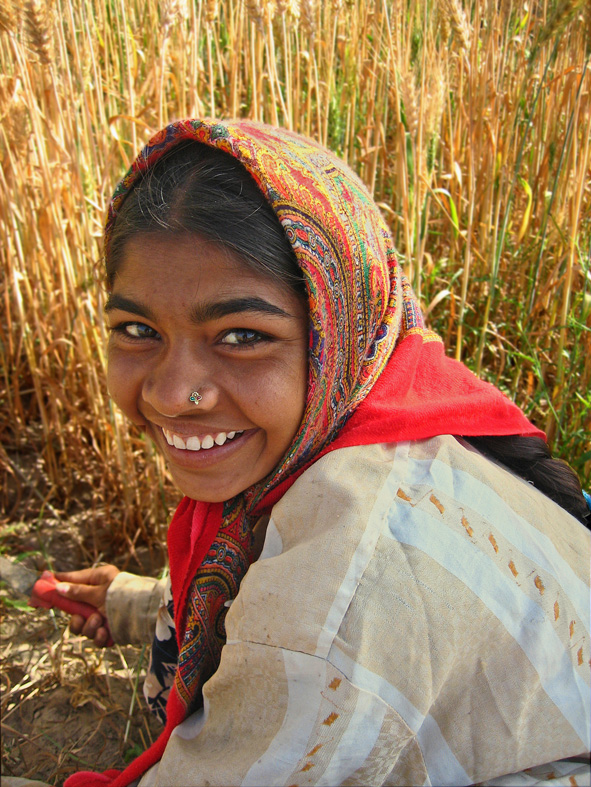
Jeune femme de la communauté ahir occupée à la moisson. La plupart des Yadava se sont aujourd'hui détournés de ces activités traditionnelles.

Les Yādava désignent le regroupement d’au moins trois grandes communautés indiennes (Ahirs, Gauls,Gopis et Goalas) vivant de l’élevage. Historiquement, dans le sud de l’Awadh, dans les provinces du nord-ouest de l’Inde et dans la province de Bihar, des communautés aristocratiques (exemptes du travail manuel) s'étaient taillées de petites enclaves au sein de terres cultivées par les castes paysannes.
Le mot ancien désignant ces bergers en langue hindi semble avoir été ce terme de gaula (avec les variantes : gowalla, goyalla, gopa, goalla), dont l’étymologie est le mot hindi go (« vache ») + Ϝalla (« occupé à »).
Traditionnellement, les Yadava étaient des bergers et, en tant que tels, échappaient au système plutôt urbain des castes. Présents en Inde comme au Népal, ils se revendiquent depuis le XIXe siècle, dans le cadre d'un mouvement de conscience sociale et politique, comme descendants du mythique roi Yadu, ce qui en ferait les membres de la caste des rois et guerriers (kshatriya),, ;  Dans plusieurs états indiens, ils sont répertoriés comme « classe arriérée » (Other Backward Classes, OBC). Mais par leur nombre, leur présence à travers tout le sous-continent, par un rôle actif dans les armées britannique puis indienne, par l’implication et la compétition dans de nouveaux secteurs de l'économie et de la politique, ils ont émergé comme les personnes les plus influentes. Ainsi, dans leur quête de statut social au sein de la société hindoue, les Yadavas privilégient la promotion individuelle par les œuvres plutôt que le reclassement de l'ensemble de leurs communautés en tant qu'ethnie ou communauté culturelle de l'Inde.
Aujourd'hui, les Yadava regroupent plusieurs communautés socio-ethniques : Ahirs de langue hindi, Gavli du Maharashtra, Goala de l’Andhra Pradesh et Konar du Tamil Nadu. Dans le nord de l’Inde, où l’hindi est dominant, les termes « Ahir », « Gwala » et « Yadava » sont à peu près synonymes.

## Source
- (en) Cet article est partiellement ou en totalité issu de l’article de Wikipédia en anglais intitulé « Yadav » (voir la liste des auteurs).